# Charles Fuller Baker
Charles Fuller Baker (Lansing, Míchigan; 22 de marzo de 1872 - Manila, Filipinas; 22 de julio de 1927) fue un entomólogo, botánico, agrónomo y colector estadounidense.
Después de estudios en la Escuela de Agricultura de Míchigan, se convierte en asistente de Clarence Preston Gillette (1859-1941) en la Escuela de Agricultura de Colorado. Baker comienza sus investigaciones y colectas en botánica y entomología, y publica también sus primeros trabajos.
Entre estas se debe citar un estudio de los hemípteros del Colorado (A Preliminary List of the Hemiptera of Colorado) junto con C.P. Gillette.
En 1893, se encarga de presentar la flora y la fauna de Colorado en la Columbian Exposition de Chicago. Entre 1897 y 1899, trabaja para el Instituto Politécnico de Alabama. En 1898-1899, participa en la expedición de Herbert Huntington Smith (1851-1919) a las montañas de Santa Marta de Colombia. De 1899 a 1901, enseña biología en la Central High School de Saint Louis. Estudia en la Universidad Stanford de California con Vernon Lyman Kellogg (1867-1937). Obtiene el Máster en Ciencias en 1903.
También en 1903, y gracias a la intervención de Albert John Cook (1842-1916), obtiene un puesto de profesor-asistente en el Pomona College pero permanece sólo un año. Es en esta época en que él comienza a publicar sobre los invertebrados del Pacífico. Ese año se instala en Cuba donde se convierte en jefe del Departamento de Botánica de la Estación Agronómica de Santiago de las Vegas, donde funda el herbario de esa institución, para lo que recibió ayuda, entre otros, de los colectores F. S. Earle, Hasselbring, M. Zarraigoitia y O’Donovan, Perey Wilson, Abarca, y H. A. Van Hermann. Este puesto lo conserva hasta 1907.
Se dirige entonces a Brasil para convertirse en el conservador del herbario y del jardín botánico del Museo Goeldi de Pará. Durante el año que pasa en Brasil junta una gran colección de plantas e insectos. En 1908 retorna al Pomona College.
Convence a Cook de financiar revistas científicas. Así es como aparecen en marzo de 1909, el Journal of Entomology, y en febrero de 1911 el Journal of Economic Botany. Posteriormente, los trabajos de la estación de biología marina del Pomona College aparecieron con el título de Annual Report of the Laguna Marine Laboratory (1912).
En octubre de 1911, la nominación de A.J. Cook en la Comisión de horticultura de California revuelve de tal forma las actividades del departamento de zoología, que entonces acepta el puesto de profesor de agronomía en la Universidad de Manila que le ofrece su amigo, el decano Edwin Bingham Copeland (1873-1964). Conserva este puesto por muchos años, excepto en 1917-1918, cuando fue director-asistente del Jardín Botánico de Singapour.
Baker consagra su tiempo libre a su colección de insectos y a sus mascotas. Después de su partida de Cuba, financia un colector, Julián Hernández, que había formado él mismo. Se interesa también en la botánica y en la micología del archipiélago filipino.
Su salud se debilitó, deseaba volver a los Estados Unidos y consagrarse sus investigaciones. Desafortunadamente, las negociaciones para la obtención de un puesto en la Academia de Ciencias de California malograron. David L. Crawford (1889-1941?), uno de sus antiguos alumnos y presidente de la Universidad de Hawái, le ofrece entonces un puesto. Pero muere sólo algunos día después de que el buró de la Universidad de Filipinas lo nombrara profesor de agricultura tropical y decano emérito de la Estación Experimental.
Baker dejó una inmensa colección de 400.000 especímenes montados, organizados en 1500 cajas, todas llenas, y 200.000 no montados. Él se hizo de la colección privada más grande sobre la región del Pacífico. La mayor parte de sus insectos actualmente se conservan en el National Museum of Natural History y su herbario en la Universidad de Filipinas.

## Otras publicaciones
- clarence preston Gillette, charles fuller Baker. 2009. A Preliminary List of the Hemiptera of Colorado. Edición reimpresa de BiblioBazaar, 144 pp. ISBN 1179143965

- charles fuller Baker. 2009. A Revision of the American Siphonaptera, Or Fleas, Together with a Compete List and Bibliography of the Group. Reeditó General Books LLC, 128 pp. ISBN 115004134X

- ---------------------------------. 1908. Propagación del tabaco en Cuba. N.º 10 de Boletín (Estación Central Agronómica de Cuba). Editor La Estación, 23 pp.

- ---------------------------------. 1903. Invertebrata Pacifica. Volumen 1. 198 pp. Reeditó General Books LLC, 154 pp. ISBN 1152973045

- La abreviatura «C.F.Baker» se emplea para indicar a Charles Fuller Baker como autoridad en la descripción y clasificación científica de los vegetales.[2]